# Lungmen-barlangok
A Lungmen (Longmen)-barlangok (angolos alakban: Longmen-barlangok, 龍門石窟/ 龙门石窟, kínaiul: „sárkánykapu-barlangok”) Kína keleti részében, a Ji (Yi)-folyó nyugati partján, Honan (Henan) tartományban, Lojang (Luoyang) várostól délre 12 km-re található buddhista sziklatemplomok. A terület világörökség helyszín.
Az építkezések 494-ben kezdődtek, amikor az északi Vej (Wei)-dinasztia a mai Tatung (Datong)ból Lojang (Luoyang)ba tette át a székhelyét, és Északi Vej Hsziao (Xiao) császár itt sem akarta nélkülözni megszokott templomait. Az 1352 barlangban és 750 fülkében eredetileg 97 306 szobor és 39 kis pagoda állt, ezenkívül 3608 feliratot véstek a sziklafalakra négy évszázad alatt. Az első templom 495-ből való, az utolsó 898-ban készült el. A legtöbbjük kicsiny, csupán apró fülke a sziklaoldalba vágva. Számos nagyobb barlang keltezett feliratokat őriz, ezek tartalmazzák az adományozó patrónusok nevét is, amelyekről azután a barlangot elnevezték. A buddhista barlangszobrászat a Tang-dinasztia uralmának a végével szűnt meg. A 19. században a barlangokat kifosztották, a szobrok 90%-ának fejét letörték és főként Nyugaton értékesítették. Az 500 és 523 között épült középső Pinjang (Binyang) barlang néhány reliefjét ma például New Yorkban őrzik. Ezen a barlangon állítólag 800 000 ember dolgozott.

## Elhelyezkedése
Ez a komplexum Kína három jelentős barlangegyüttese közé tartozik. A másik két barlang a Jünkang (Yungang)-barlangok Tatung (Datong) közelében, Sanhszi (Shanxi) tartományban, valamint a Mokao (Mogao)-barlangok Tunhuang (Dunhuang) közelében, Kanszu (Gansu) tartományban. A Ji (Yi)-folyó által kialakított völgyet két hegyvonulat, a keleti oldalon a Hsziang (Xiang) és a nyugati oldalon a Lungmen (Longmen) hegyek fogják közre, melyek meredek lejtőkkel ereszkednek a Ji (Yi)-folyó mindkét partján. A Ji (Yi) egy észak felé folyó mellékfolyója a Luo-folyónak. A barlangokat a-fo Ji (Yi)-folyó mintegy 1 km-es szakaszán alakították ki, mindkét parton, mészkőképződményekbe vájva, létrehozva a Lungmen (Longmen)-barlangokat. A legtöbb munkát a nyugati parton végezték, míg a keleti parton található, kisebb számú barlangok szolgáltak a szerzetesek számára lakóhelyként.
A hozzávetőleg 1400 barlangban 100 000 szobor található, melyek közül néhány mindössze 2,5 cm magas, míg a legnagyobb Buddha-szobor eléri a 17,4 m-es magasságot. Emellett mintegy 2500 sztélét és 60 pagodát is találhatunk itt. A barlangok a Ji (Yi)-folyó mindkét partján helyezkednek el. Az 50 nagy és közepes méretű barlang a nyugati hegyoldal sziklafalaiban látható, melyeket az Északi, Szuj (Sui) és Tang dinasztiáknak tulajdonítanak, míg a keleti hegy barlangjait teljes egészében a Tang-dinasztia idején vésték ki. A Lungmen (Longmen)-barlangok számtalan barlangja, szobra és pagodája egyértelmű "stílusbeli fejlődést" mutat: a korai barlangok egyszerűek és formásak, bennük Buddha és vallási személyek szobrai találhatók. A stílusváltás különösen a Tang-korban érezhető, amikor a szobrok "bonyolultabbak lettek, és megjelentek rajtuk nők és udvari alakok is". A barlangokat északról dél felé számozták sorrendben a nyugati parton, a Ji (Yi) mentén. A barlangokhoz az északi végükön lehet belépni.

## AFeng-szien(Fengxian)-templom (az Ősök Tisztelete templom)
A szentély 672 és 675 között készült. Keleti-nyugati irányban 35 méter, észak-déli irányban 30 méter hosszú. Közepén áll a 17 méter magas Vairócsana buddha. Feje négyméteres, füle 1,9 méter. Mellette Buddha két kedvenc tanítványának, valamint két másik bodhiszattvának a szobra áll. A falban szögletes bemélyedések láthatók, amelyek farudakat tarthattak, s ez arra utal, hogy a szobrok eredetileg egy fából épült csarnokban álltak.

## A Tízezer Buddha barlangja
A barlangot, amelyet kínaiul Vanfo-tung (Wanfo-dong)nak hívnak, 680 körül vájták a sziklákba, a Tang-dinasztia korai korszakában. A barlang négyszögletes, és falait ezrével borítják a domborművű szobrok, amelyekről a nevét kapta. Látható ott egy nagyméretű Buddha is, négy tanítványa társaságában. Az apró Buddhák mellett fuvolán, cimbalmon, hárfán és más húros hangszeren játszó zenészek is felfedezhetők. A szobrokat a helybeli tömör, szürke mészkőből faragták, és nagyon finoman és aprólékosan munkálták meg.

Lungmen-barlangok
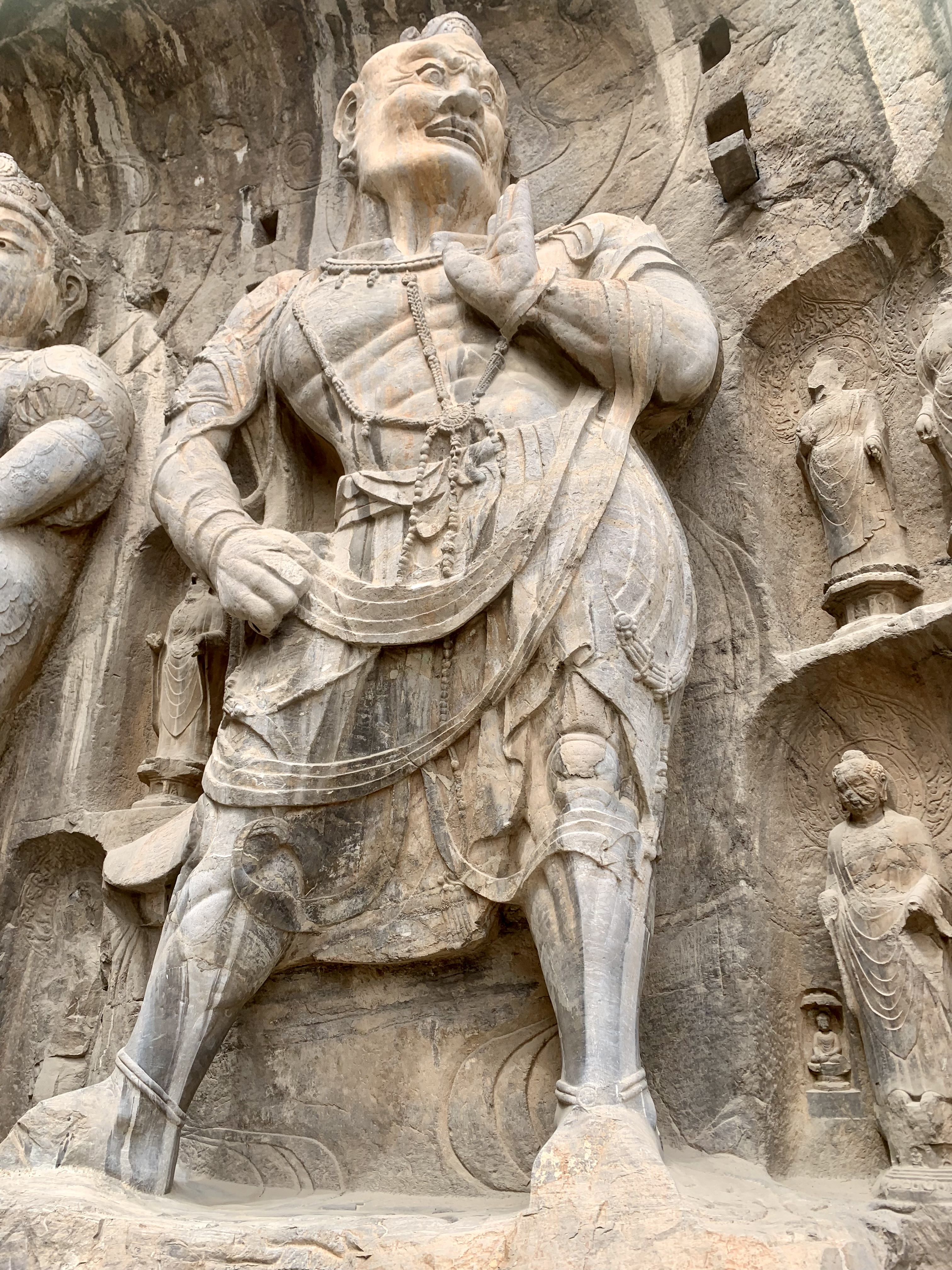
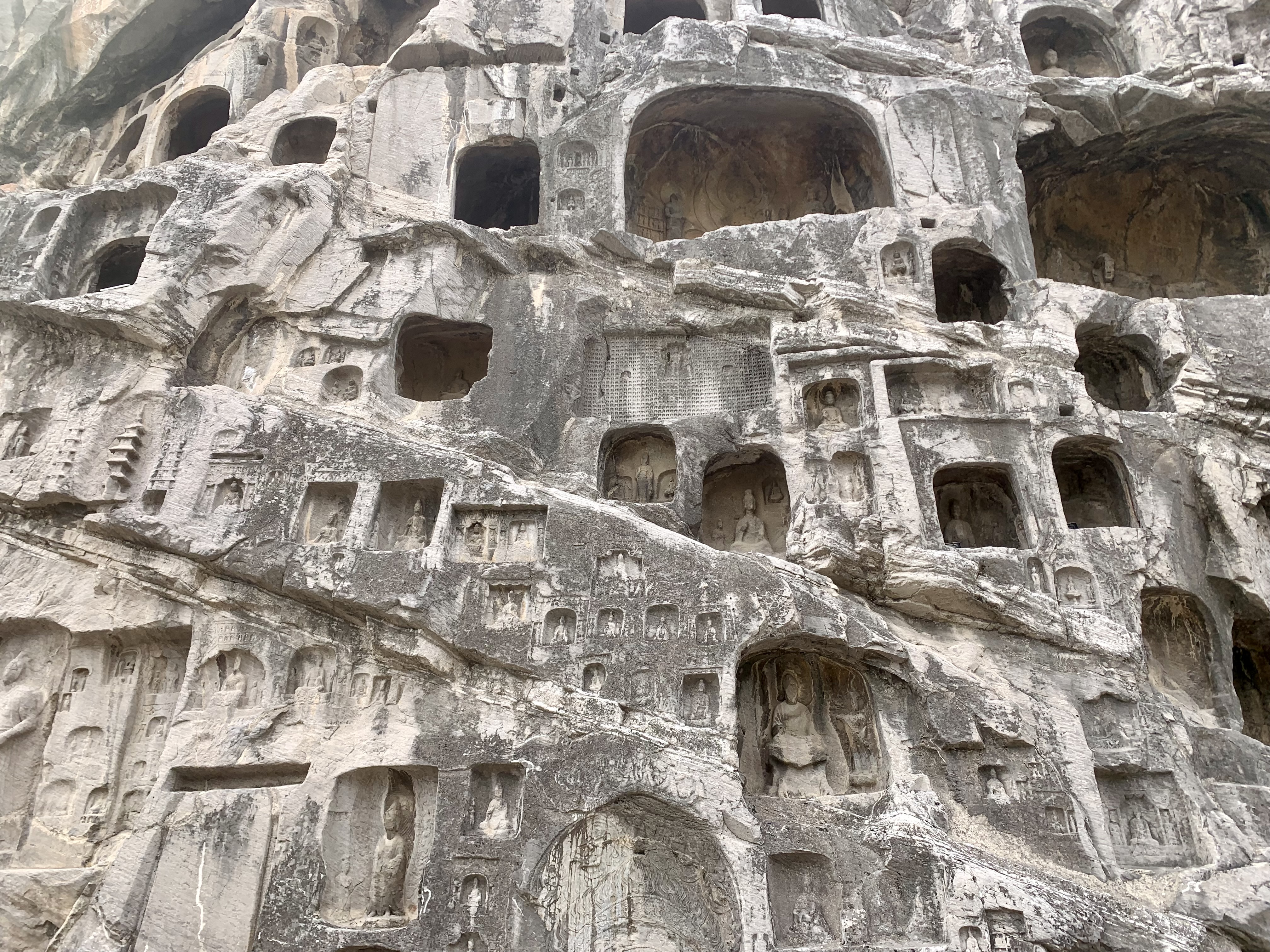
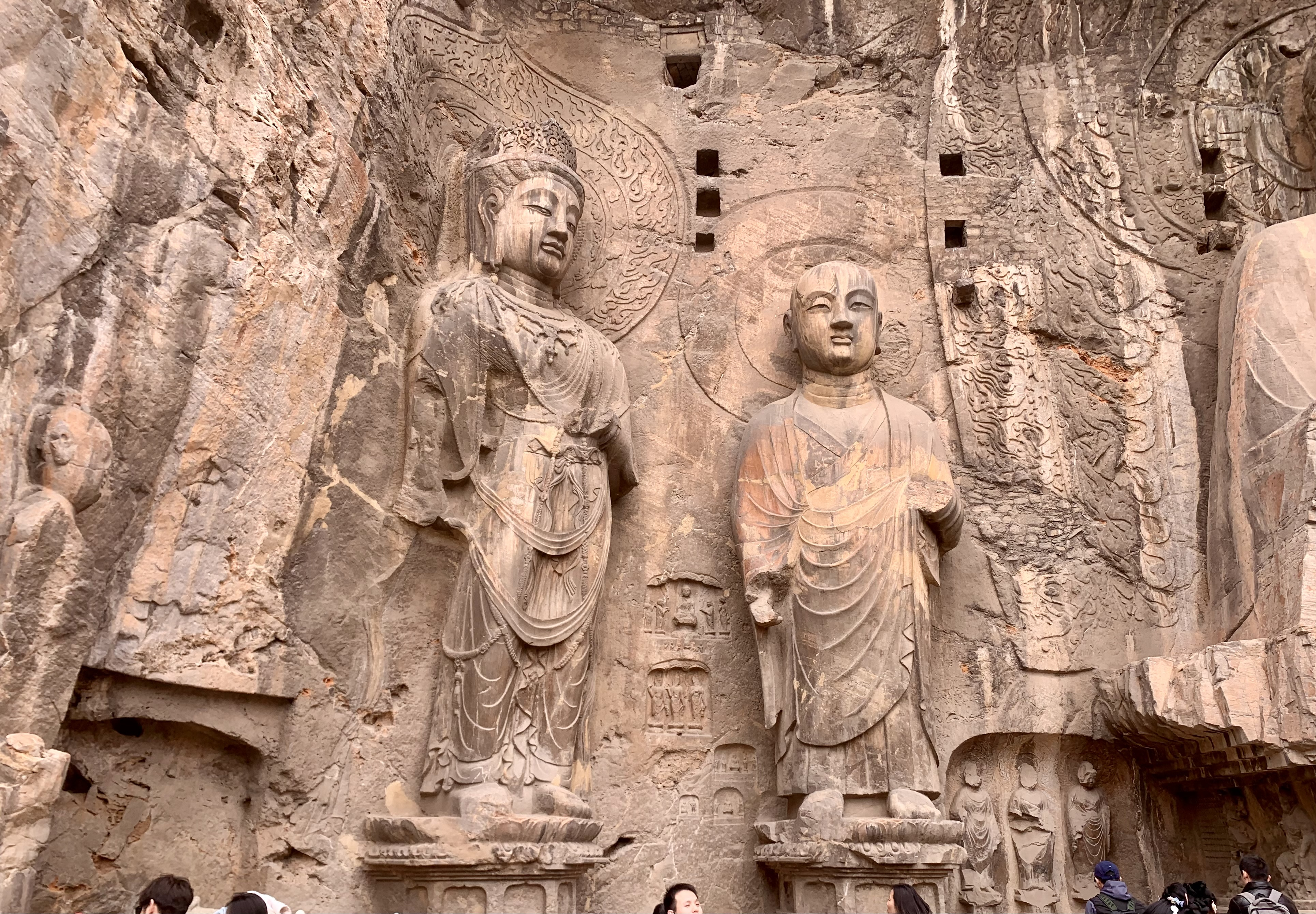
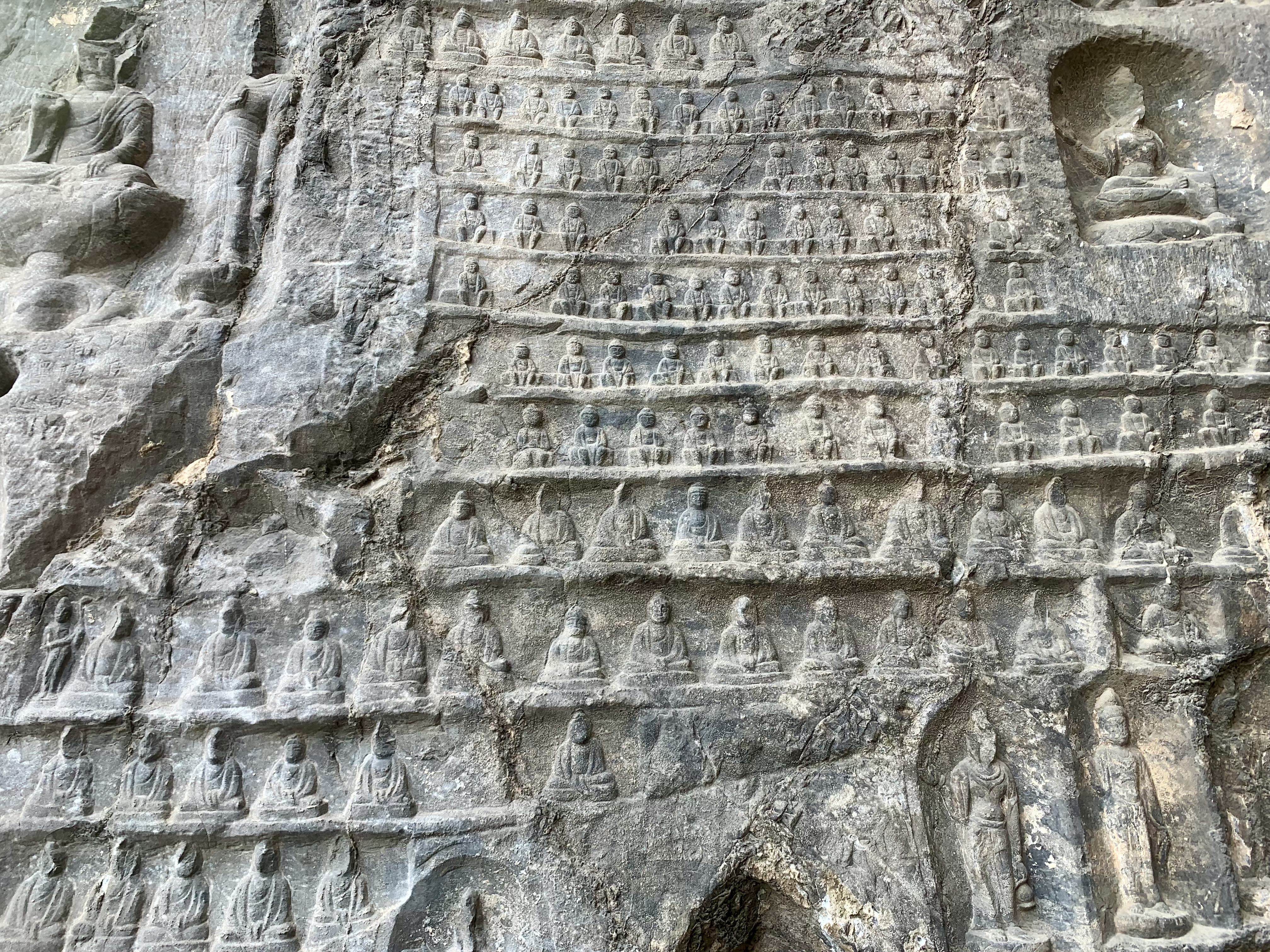
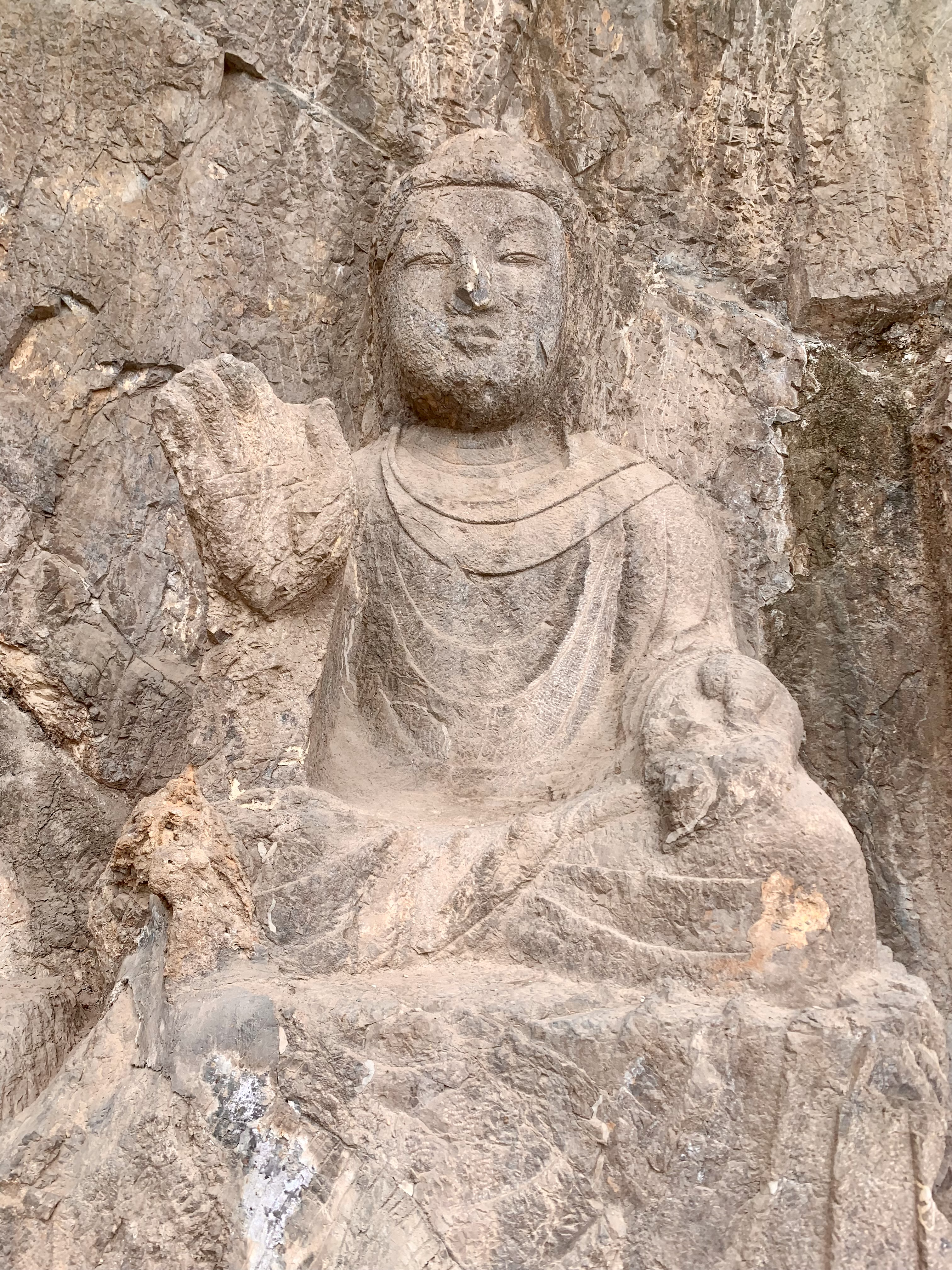
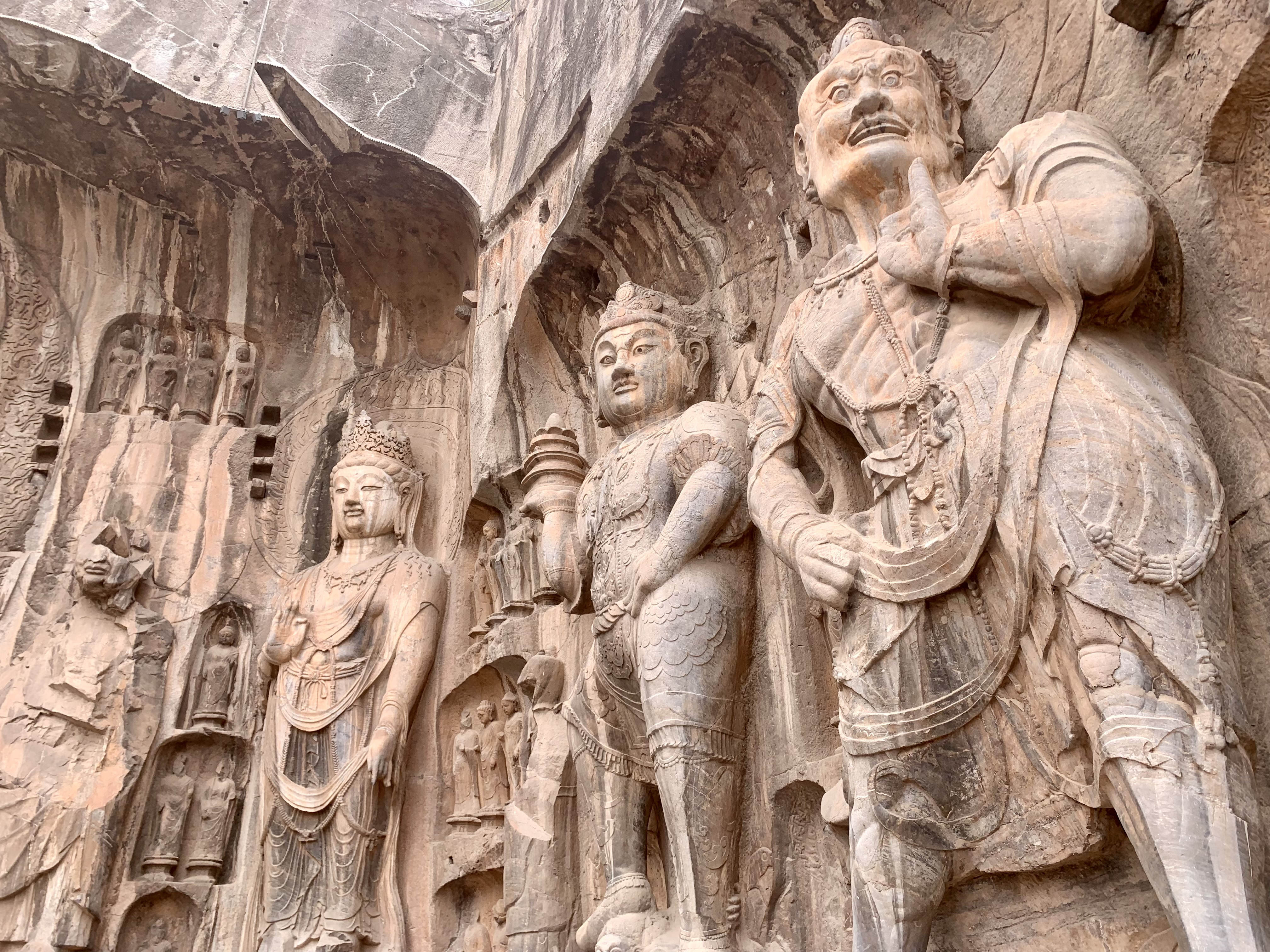
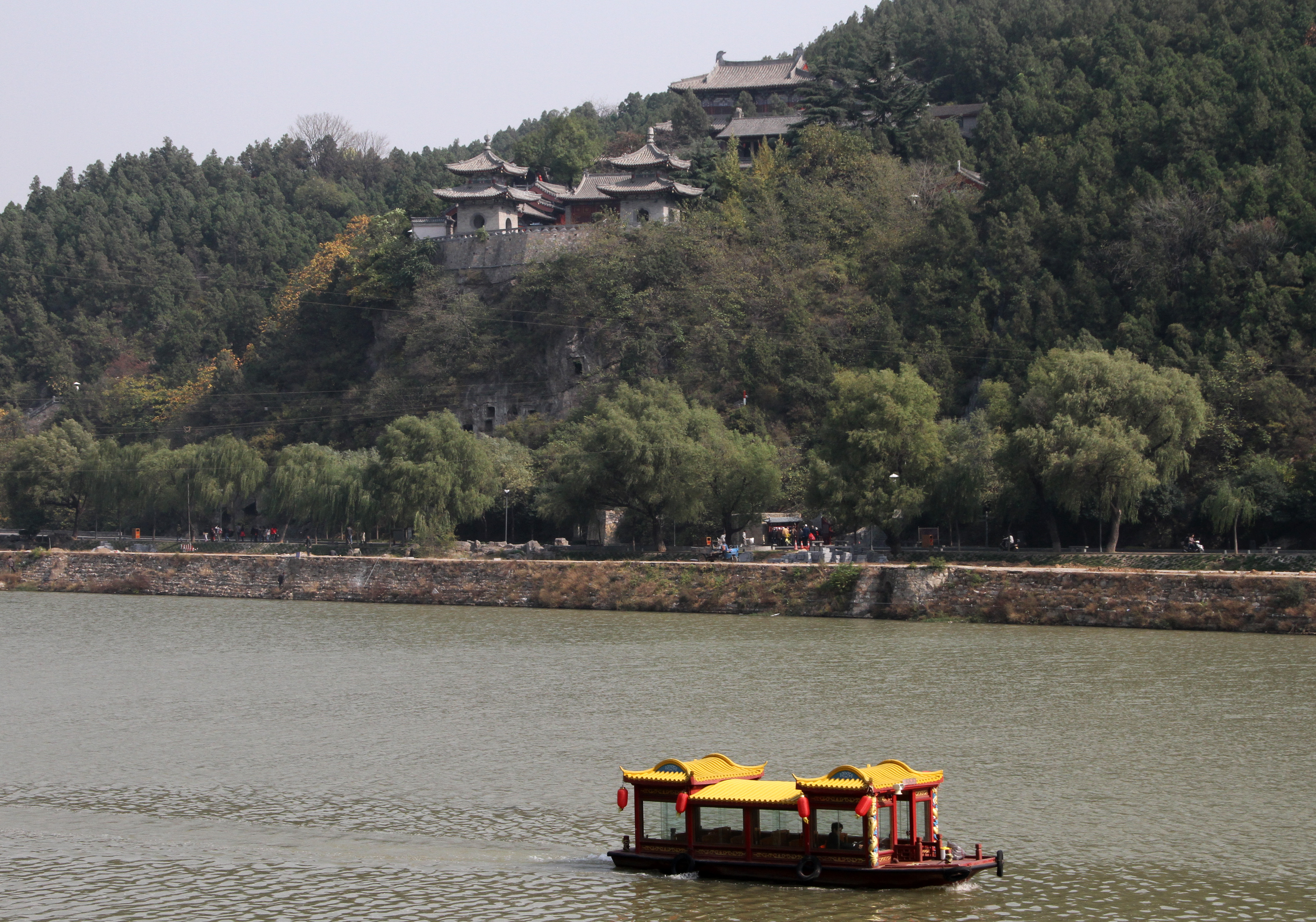

## Külső hivatkozások
- hungarian.cri.cn
- www.travelchinaguide.com